# 牙库甫·麦麦提
牙库甫·麦麦提（英語：Yakuf Memeti，1976年1月28日—，护照使用名阿不都吉力力·艾买提，化名阿布都拉，绰号旁遮普），维吾尔族，恐怖组织东突厥斯坦伊斯兰运动成员，为中华人民共和国公安部认定通缉的第二批东突分子之一，被国际刑警组织通缉。

## 犯罪活动
1999年，牙库甫·麦麦提出境，在南亚某国参加东突厥斯坦伊斯兰运动。2007年在该组织恐怖训练营地接受了长达半年的体能、枪械、制造爆炸装置等恐怖技能培训。
2008年7月，麦麦提在南亚某国受组织军事指挥官艾买提·亚库甫指派，准备秘密潜入中国境内针对北京奥运会实施自杀式恐怖袭击。此外，他还接受了头目买买提明·买买提交待的秘密任务，在南亚某国了解中国公司和中国人聚集地的所在位置，预谋在奥运会期间针对中国境外目标实施恐怖袭击。在当地关系人的协助下，麦麦提将一座大型炼油厂锁定为恐怖袭击目标。由于该炼油厂保安严密，其行动未遂。